# GP van Vlaanderen MX2 2006
De Grote Prijs van Vlaanderen 2006 in de MX2-klasse motorcross werd gehouden op 2 april 2006 op het circuit van Zolder. Het was de eerste Grote Prijs van het wereldkampioenschap. 
De Italiaan David Philippaerts, zoon van een Vlaamse oud-motorcrosser, won de eerste reeks, maar werd pas dertiende in de tweede. De Zuid-Afrikaan Tyla Rattray won de tweede reeks en werd ook de eerste leider in de stand voor het wereldkampioenschap, vóór de Nederlander Marc de Reuver, die eenmaal derde en eenmaal vierde werd. Alle drie rijden op KTM-motoren.
Titelverdediger Antonio Cairoli werd tweede in reeks twee en slechts zestiende in de eerste reeks, en moest tevreden zijn met een zevende plaats in de eindstand.

## Uitslag eerste reeks
| Plaats | Naam               | Land |
| ------ | ------------------ | ---- |
| 1      | David Philippaerts | ITA  |
| 2      | Kenneth Gundersen  | NOR  |
| 3      | Tyla Rattray       | RSA  |
| 4      | Marc de Reuver     | NED  |
| 5      | Sébastien Pourcel  | FRA  |
| 6      | Alessio Chiodi     | ITA  |
| 7      | Christophe Pourcel | FRA  |
| 8      | Carl Nunn          | GBR  |
| 9      | Tommy Searle       | GBR  |
| 10     | Antoine Méo        | FRA  |

## Uitslag tweede reeks
| Plaats | Naam               | Land |
| ------ | ------------------ | ---- |
| 1      | Tyla Rattray       | RSA  |
| 2      | Antonio Cairoli    | ITA  |
| 3      | Marc de Reuver     | NED  |
| 4      | Christophe Pourcel | FRA  |
| 5      | Rui Gonçalves      | POR  |
| 6      | Kenneth Gundersen  | NOR  |
| 7      | Antoine Méo        | FRA  |
| 8      | Sébastien Pourcel  | FRA  |
| 9      | Billy Mackenzie    | GBR  |
| 10     | Carl Nunn          | GBR  |

## Eindstand en tussenstand WK
| Plaats | Naam                   | Land | Punten |
| ------ | ---------------------- | ---- | ------ |
| 1      | Tyla Rattray           | RSA  | 45     |
| 2      | Marc de Reuver         | NED  | 38     |
| 3      | Kenneth Gundersen      | NOR  | 37     |
| 4      | David Philippaerts     | ITA  | 33     |
| 5      | Christophe Pourcel     | FRA  | 32     |
| 6      | Sébastien Pourcel      | FRA  | 29     |
| 7      | Antonio Cairoli        | ITA  | 28     |
| 8      | Antoine Méo            | FRA  | 25     |
| 9      | Rui Gonçalves          | POR  | 24     |
| 10     | Carl Nunn              | GBR  | 24     |
| 11     | Tommy Searle           | GBR  | 22     |
| 12     | Davide Guarneri        | ITA  | 19     |
| 13     | Alessio Chiodi         | ITA  | 15     |
| 14     | Aigar Leok             | EST  | 13     |
| 15     | Billy Mackenzie        | GBR  | 12     |
| 16     | Patrick Caps           | BEL  | 12     |
| 17     | Luigi Séguy            | FRA  | 8      |
| 18     | Pierre-Alexandre Renet | FRA  | 7      |
| 19     | Maximilian Nagl        | GER  | 6      |
| 20     | Gareth Swanepoel       | RSA  | 5      |